# Josephine Pryde
Josephine Pryde (* 1967 in Alnwick, Northumberland, England) ist eine englische Künstlerin, Fotografin und Hochschullehrerin.

## Leben
Pryde studierte von 1985 bis 1986 an der Wimbledon School of Art, dem heutigen Wimbledon College of Art, in London und danach in den Jahren von 1986 bis 1989 an der Londoner Central Saint Martins College of Art and Design. 2003, ebenso wie in den Jahren von 2006 bis 2008, war sie Gastprofessorin an der Akademie der Bildenden Künste Wien. 2006 bis 2007 war sie Dorothea Erxleben-Stipendiatin des Landes Niedersachsen an der Hochschule für Bildende Künste Braunschweig.
Seit 2008 ist Pryde Professorin für Zeitgenössische Fotografie an der Universität der Künste in Berlin, der Stadt, in der sie auch lebt.

## Preise und Auszeichnungen
- 2016: Finalistin des Turner Prize.[1]

## Einzelausstellungen
- 2015: Lapses in Thinking By the Person I Am, Wattis Institute for Contemporary Arts, San Francisco, Kalifornien, USA.
- 2013: Frau Prüde zu Dr. Loch und Frau Sxxxx zu Dr. Ernst, Galerie der Stadt Schwaz, Schwaz, Tirol.
- 2012: Miss Austen Enjoys Photography. Kunstverein für die Rheinlande und Westfalen, Düsseldorf, Miss Austen Still Enjoys Photography., Kunsthalle Bern, Bern.
- 2011: Embryos and Estate Agents, Chisenhale Gallery, London.
- 2010: Therapie Thank You, MD72, Berlin und später Reena Spaulings Fine Art, Manhattan, New York City, USA.
- 2009: La Vie D'Artiste, Richard Telles Fine Art, Los Angeles, Kalifornien, USA.
- 2007: Hollow Inside, Galerie Neu, Berlin.
- 2004: Valerie, Vereinigung bildender Künstlerinnen Österreichs/Wiener Secession, Wien. Katalog.
- 2002: Costume, Galerie Neff, Frankfurt am Main.
- 2001: Serena, Kunstverein Braunschweig, Braunschweig. Katalog.
- 2000: Marooned, Galerie Christian Nagel, Köln.

## Kataloge
- Josephine Pryde: Valerie. Revolver: Archiv für aktuelle Kunst, Frankfurt am Main 2004, ISBN 3-86588-032-0.
- Josephine Pryde: Serena; de./en.. Kunstverein Braunschweig, Braunschweig 2001, ISBN 3-929270-34-X.